# Пролация
Прола́ция (лат. prolatio — расширение, дословно — «произнесение, проговаривание») в мензуральной ритмике западноевропейского средневековья и Возрождения — способ деления мензуры на счётные доли. Термин был введён в 20-х годах XIV века в трактате Филиппа де Витри «Ars nova» и был подхвачен другими (главным образом, французскими) теоретиками музыки.

## Краткая характеристика
В большой пролации (лат. prolatio maior) семибревис делился на три минимы, в малой пролации (prolatio minor) на две.
Деление мензуры на три (тернарное) было господствующим в музыке Средних веков. Деление на два (бинарное) в течение долгого времени рассматривалось как производное. В позднейшее время в тактовой метрике, наоборот, бинарное деление утвердилось как основное (например, в половинной ноте), в то время как тернарные длительности стали записываться как производные от бинарных (например, половинная с точкой).